# Église-Neuve-d'Issac
 Église-Neuve-d'Issac  (en occitano Gleisa Nueva d'Eissac) es una comuna y población de Francia, en la región de Aquitania, departamento de Dordoña, en el distrito de Bergerac y cantón de Villamblard.
Su población en el censo de 1999 era de 119 habitantes.
Está integrada en la Communauté de communes du Pays de Villamblard .

## Demografía
| 162 | 150 | 135 | 142 | 115 | 119 |
| Para los censos de 1962 a 1999 la población legal corresponde a la población sin duplicidades (Fuente: INSEE [Consultar]) |     |     |     |     |     |